# Шпогіс Казимир Албінович
Казимир Албінович Шпогіс (28 березня 1927, село Варкава Варкавської волості, тепер Латвія — 26 березня 2010, Латвія) — латвійський радянський державний діяч, заступник голови Ради міністрів Латвійської РСР, міністр сільського господарства Латвійської РСР. Член ЦК Комуністичної партії Латвії. Депутат Верховної Ради Латвійської РСР 10—12-го скликань. Кандидат сільськогосподарських наук (1967), доктор сільськогосподарських наук (1976), професор (1978), член-кореспондент Академії наук Латвійської РСР (1982). Почесний член Латвійської академії сільськогосподарських і лісових наук (1994).

## Життєпис
У 1941 році закінчив Варкавську початкову школу, в 1943 році — Ризьку торгово-кооперативну школу, в 1949 році — Вішківський технікум садівництва Латвійської РСР.
У 1949—1952 роках — викладач Ранкської сільськогосподарської школи, комсомольський організатор (комсорг) волості, 1-й секретар районного комітету ЛКСМ Латвії.
Член ВКП(б) з 1950 року.
У 1952—1953 роках — заступник голови виконавчого комітету Гауйєнської районної ради депутатів трудящих Латвійської РСР.
У 1953—1958 роках — директор Пієбалзької машинно-тракторної станції (МТС) Латвійської РСР, директор Єцавської машинно-тракторної станції (МТС) Латвійської РСР.
У 1956 році закінчив агрономічний факультет Латвійської сільськогосподарської академії.
У 1958—1959 роках — начальник Балдонської районної сільськогосподарської інспекції Латвійської РСР.
У 1959 році закінчив аспірантуру при Латвійській сільськогосподарській академії.
У 1959—1961 роках — голова виконавчого комітету Смілтенської районної ради депутатів трудящих Латвійської РСР; голова виконавчого комітету Валкської районної ради депутатів трудящих Латвійської РСР.
У 1961—1962 роках — 1-й заступник міністра постачання Латвійської РСР.
У 1962—1963 роках — начальник Ризького територіального колгоспно-радгоспного управління.
У 1963—1965 роках — заступник міністра сільського господарства Латвійської РСР.
У 1965—1973 роках — директор Латвійського науково-дослідного інституту сільськогосподарських досліджень.
У 1973—1976 роках — заступник директора із наукової роботи Латвійського науково-дослідного інституту землеробства та економіки сільського господарства.
У 1976—1980 роках — ректор Латвійської сільськогосподарської академії.
22 квітня 1980 — 12 січня 1984 року — міністр сільського господарства Латвійської РСР.
12 січня 1984 — 10 грудня 1985 року — заступник голови Ради міністрів Латвійської РСР з питань агропромислового комплексу.
10 грудня 1985 — 25 квітня 1987 року — 1-й заступник голови Ради міністрів Латвійської РСР та голова Державного агропромислового комітету (Держагропрому) Латвійської РСР.
З квітня 1987 року — персональний пенсіонер. У 1987—1988 роках — головний науковий співробітник Інституту економіки Академії наук Латвійської РСР. З 1989 року — професор Латвійської сільськогосподарської академії.
У 1990—1993 роках — депутат Верховної ради Латвійської Республіки.
З 1993 року — професор факультету економіки Латвійського сільськогосподарського університету, заснував і очолював кафедру підприємництва цього факультету (1993—1995). З 2004 року — почесний професор Латвійського сільськогосподарського університету.
Помер 26 березня 2010 року.

## Нагороди
- орден Трьох зірок ІІІ ст. (Латвія) (2000)
- орден Жовтневої Революції
- два ордени Трудового Червоного Прапора
- медалі
- Лауреат Державної премії Латвійської РСР (1985)
- Заслужений діяч науки Латвійської РСР